# Station Julianka
Station Julianka is een spoorwegstation in de Poolse plaats Julianka.